# (10055) Silcher
(10055) Silcher est un astéroïde de la ceinture principale.

## Description
(10055) Silcher est un astéroïde de la ceinture principale. Il fut découvert le 22 décembre 1987 à Tautenburg par Freimut Börngen. Il présente une orbite caractérisée par un demi-grand axe de 2,96 UA, une excentricité de 0,06 et une inclinaison de 0,5° par rapport à l'écliptique. 
Il porte le nom du compositeur allemand Friedrich Silcher (1789-1860).

## Compléments